# Elitsa Kostova

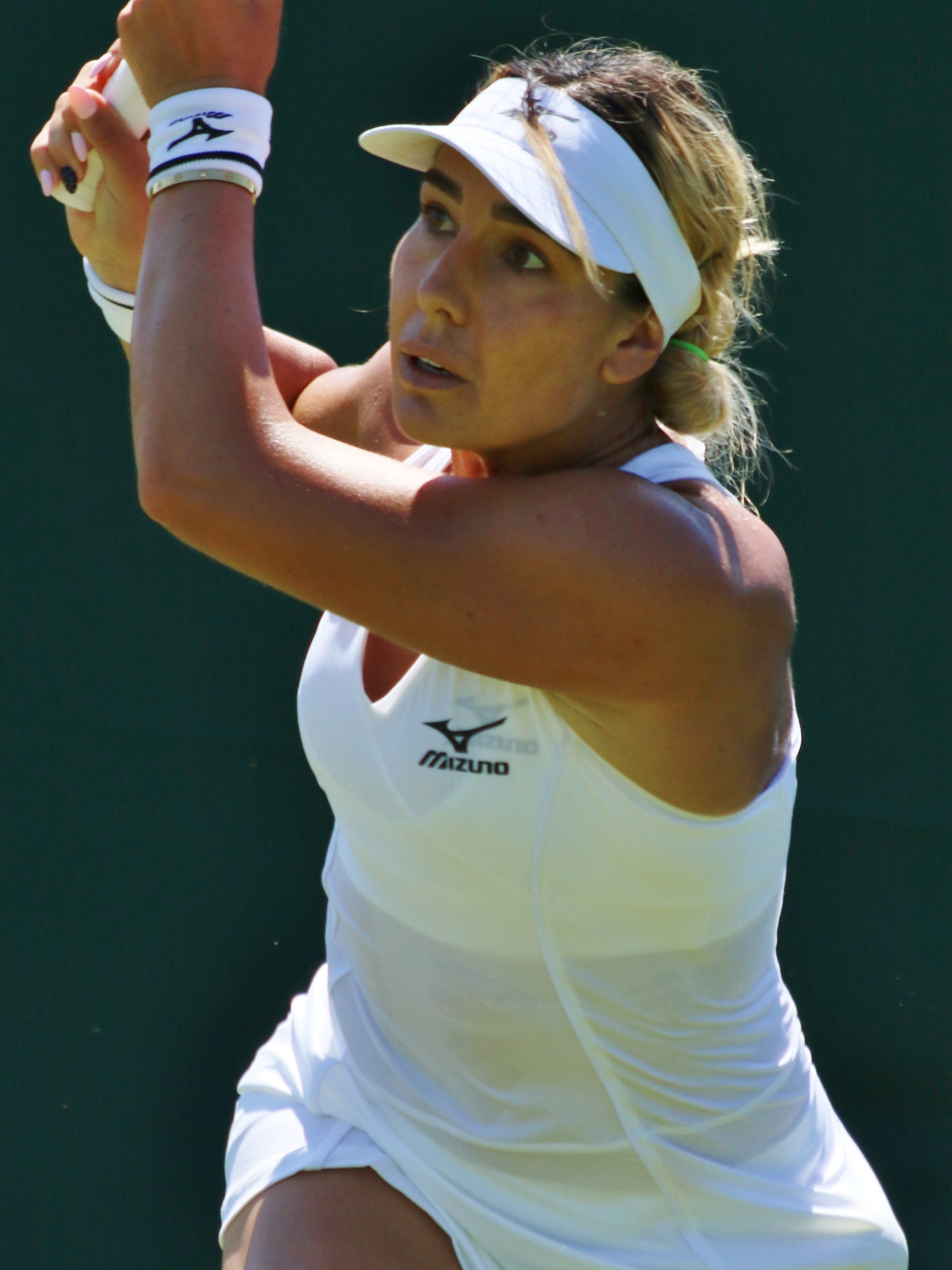
Wimbledon 2018 (kwalificatie)

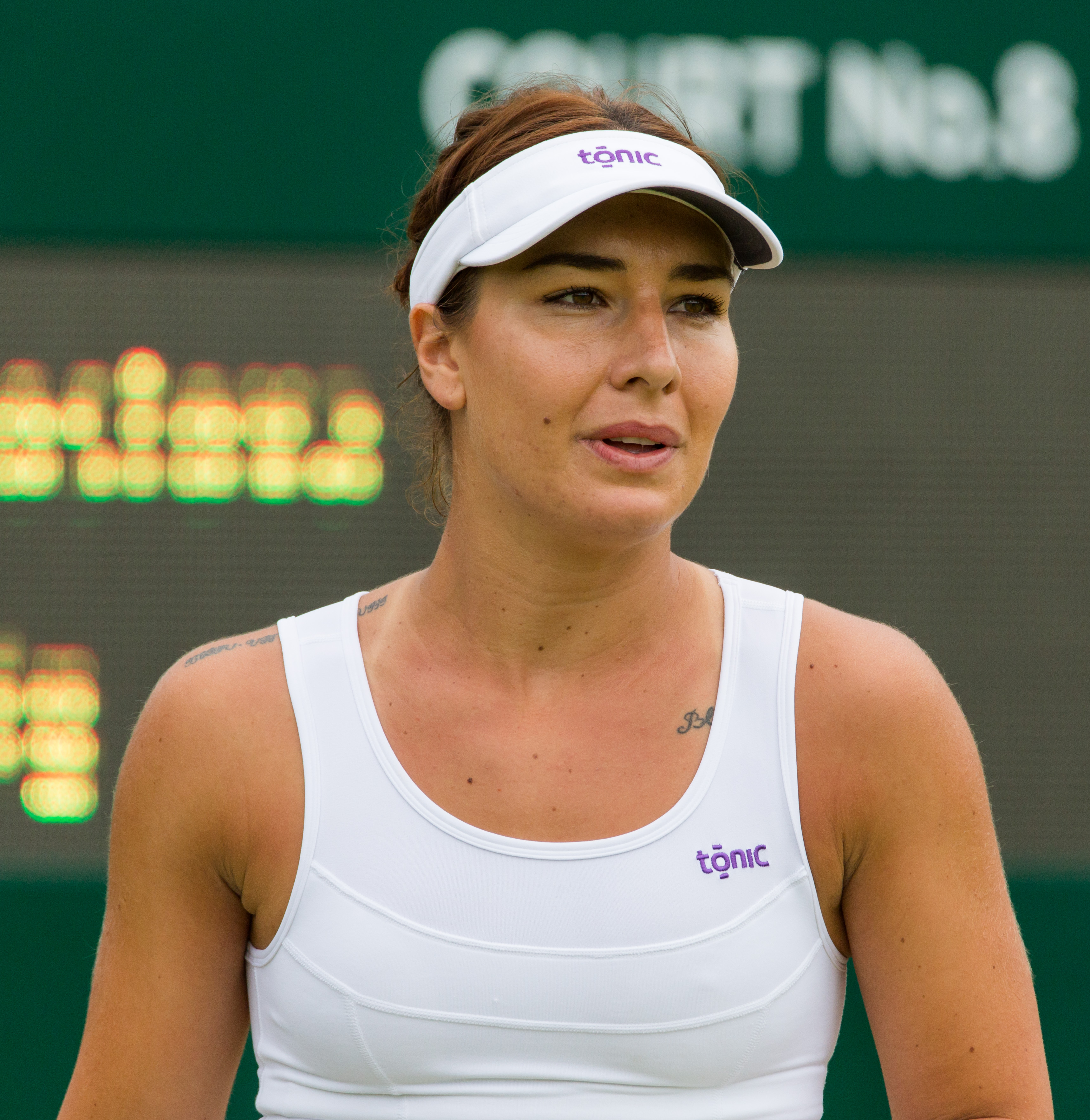
Wimbledon 2015 (kwalificatie)

Elitsa Kostova (Kardzjali, 10 april 1990) is een voormalig tennisspeelster uit Bulgarije. Kostova begon met tennis toen zij zeven jaar oud was. Zij speelt rechtshandig en heeft een tweehandige backhand. Zij was actief in het internationale tennis van 2004 tot en met 2021.

## Loopbaan

### Enkelspel
Kostova debuteerde in 2004 op het ITF-toernooi van Bol (Kroatië). Zij stond in 2008 voor het eerst in een finale, op het ITF-toernooi van Antalya-Belek (Turkije) – zij verloor van de Nederlandse Michelle Gerards. Twee maanden later veroverde Kostova haar eerste titel, op het ITF-toernooi van Alcobaça (Portugal), door de Britse Amanda Carreras te verslaan. In totaal won zij zes ITF-titels, de laatste in 2019 in Santa Margarida de Montbuí (Spanje).
In 2012 speelde Kostova voor het eerst op een WTA-hoofdtoernooi, op het toernooi van Kuala Lumpur. Haar beste resultaat op de WTA-toernooien is het bereiken van de kwartfinale, op het WTA-toernooi van Anning 2019.
In juli 2016 won zij het $100.000 ITF-toernooi van Boedapest (Hongarije) waar zij in de finale haar landgenote en 2015 Fed Cup-teammaatje Viktoriya Tomova versloeg, waarmee zij 140 WTA-punten en $ 15.200 aan prijzengeld verdiende.
Haar hoogste notering op de WTA-ranglijst is de 130e plaats, die zij bereikte in september 2016.

### Dubbelspel
Kostova was in het dubbelspel minder actief dan in het enkelspel. Zij debuteerde in 2006 op het ITF-toernooi van Antalya-Serik (Turkije), samen met de Servische Slađana Stanković. Zij stond in 2009 voor het eerst in een finale, op het ITF-toernooi van Équeurdreville (Frankrijk), samen met Française Kinnie Laisné – zij verloren van het Franse duo Elixane Lechemia en Constance Sibille. In 2011 veroverde Kostova haar eerste titel, op het ITF-toernooi van Zagreb (Kroatië), samen met de Poolse Barbara Sobaszkiewicz, door het Kroatische duo Ani Mijačika en Ana Vrljić te verslaan. In totaal won zij zeven ITF-titels, de laatste in 2019 in Trnava (Slowakije).
In 2012 speelde Kostova voor het eerst op een WTA-hoofdtoernooi, op het toernooi van Kuala Lumpur, samen met de Luxemburgse Anne Kremer. Haar beste resultaat op de WTA-toernooien is het bereiken van de halve finale, eenmaal op het toernooi van Rio de Janeiro in 2015 en andermaal op het toernooi van Québec in 2016.
Haar hoogste notering op de WTA-ranglijst is de 154e plaats, die zij bereikte in oktober 2015.

### Tennis in teamverband
Van 2008 tot en met 2017 maakte Kostova jaarlijks deel uit van het Bulgaarse Fed Cup-team – zij behaalde daar een winst/verlies-balans van 16–18.

## Posities op deWTA-ranglijst
Positie per einde seizoen:
| jaar | rang enkelspel | rang dubbelspel |
| ---- | -------------- | --------------- |
| 2006 | 1108           | –               |
| 2007 | 768            | 1010            |
| 2008 | 440            | 826             |
| 2009 | 357            | 458             |
| 2010 | 255            | 337             |
| 2011 | 148            | 217             |
| 2012 | 224            | 229             |
| 2013 | 264            | 246             |
| 2014 | 219            | 215             |
| 2015 | 252            | 154             |
| 2016 | 131            | 311             |
| 2017 | 205            | 182             |
| 2018 | 214            | 284             |
| 2019 | 193            | 458             |
| 2020 | 210            | 535             |
| 2021 | 316            | 602             |

## Palmares

### Gewonnen ITF-toernooien enkelspel
| nr. | finale     | toernooi                   | dotatie   | tegenstandster in finale | score         |
| --- | ---------- | -------------------------- | --------- | ------------------------ | ------------- |
| 1.  | 2008-06-22 | Alcobaça                   | $ 10.000  | Amanda Carreras          | 3-6, 6-2, 6-2 |
| 2.  | 2009-11-15 | Le Havre                   | $ 10.000  | Sina Haas                | 6-0, 6-4      |
| 3.  | 2011-10-09 | Dobritsj                   | $ 25.000  | Elena Bogdan             | 7-6, 6-2      |
| 4.  | 2014-06-22 | Montpellier                | $ 25.000  | Sofiya Kovalets          | 7-5, 6-1      |
| 5.  | 2016-07-09 | Boedapest                  | $ 100.000 | Viktoriya Tomova         | 6-0, 7-6      |
| 6.  | 2019-06-02 | Santa Margarida de Montbuí | $ 25.000  | Arina Rodionova          | 7-5, 6-3      |

### Gewonnen ITF-toernooien dubbelspel
| nr. | finale     | toernooi      | dotatie   | partner               | tegenstandsters in finale            | score             |
| --- | ---------- | ------------- | --------- | --------------------- | ------------------------------------ | ----------------- |
| 1.  | 2011-05-14 | Zagreb        | $ 25.000  | Barbara Sobaszkiewicz | Ani Mijačika Ana Vrljić              | 1-6, 6-3, [12-10] |
| 2.  | 2012-06-10 | Zlín          | $ 25.000  | Jasmina Tinjić        | Verónica Cepede Royg Teliana Pereira | 4-6, 6-1, [10-8]  |
| 3.  | 2013-09-22 | Saint-Malo    | $ 25.000  | Florencia Molinero    | Kathinka von Deichmann Nina Zander   | 6-2, 6-4          |
| 4.  | 2017-07-16 | Contrexéville | $ 100.000 | Anastasija Komardina  | Manon Arcangioli Sara Čakarević      | 6-3, 6-4          |
| 5.  | 2017-10-15 | Óbidos        | $ 25.000  | Jana Sizikova         | Georgia Brescia Alice Matteucci      | walk-over         |
| 6.  | 2018-09-02 | Boedapest     | $ 60.000  | Ulrikke Eikeri        | Dalma Gálfi Réka Luca Jani           | 2-6, 6-4, [10-8]  |
| 7.  | 2019-02-10 | Trnava        | $ 25.000  | Elena Bogdan          | Michaela Hončová Ganna Poznikhirenko | 7-5, 7-6          |